# David Slade
David Aldrin Slade (n. 26 de septiembre de 1969), más conocido como David Slade, es un director de cine y televisión británico que comenzó su carrera dirigiendo videos musicales. Su repertorio incluye videos para artistas como Aphex Twin, Rob Dougan, System of a Down, Stone Temple Pilots, Tori Amos y Muse y películas como The Twilight Saga: Eclipse.

## Biografía
Su primera película fue Hard Candy, la cual se estrenó en 2005 a través de Lions Gate Entertainment, quien compró la película independiente en el Festival de Sundance. Luego, en el año 2007 dirigió la película de vampiros 30 Days of Night.
También ha dirigido la tercera entrega de la saga Crepúsculo: The Twilight Saga: Eclipse, la cual se estrenó el 30 de junio de 2010. 
Slade también dirigió la película interactiva Black Mirror: Bandersnatch, basada en la serie Black Mirror y estrenada en la plataforma Netflix el 28 de diciembre de 2018.

## Filmografía

### Cine y televisión
| Año  | Título                         | Notas                                       |
| ---- | ------------------------------ | ------------------------------------------- |
| 1999 | Making the Video               | Serie documental para televisión            |
| 2000 | Stone Temple Pilots: Sour Girl | Cortometraje                                |
| 2004 | Do Geese See God?              | Cortometraje                                |
| 2005 | Hard Candy                     |                                             |
| 2007 | 30 Days of Night               |                                             |
| 2008 | MEATDOG: What’s Fer Dinner     | Cortometraje                                |
| 2010 | The Twilight Saga: Eclipse     |                                             |
| 2011 | Breaking Bad                   | Serie de televisión; episodio: "Open House" |
| 2012 | Awake                          | Serie de televisión; episodio piloto        |
| 2012 | This American Housewife        | Serie de televisión; episodio piloto        |
| 2013 | Hannibal                       | Serie de televisión; episodio piloto        |
| 2017 | Black Mirror                   | Serie de Netflix; episodio: "Metalhead"     |
| 2018 | Black Mirror: Bandersnatch     | Película interactiva de Netflix             |
| 2025 | Black Mirror                   | Serie de Netflix; episodio: "Juguetes"      |

### Vídeos musicales
| Año  | Grupo musical       | Vídeo                                                                                         |
| ---- | ------------------- | --------------------------------------------------------------------------------------------- |
| 1994 | LFO                 | "Tied Up"                                                                                     |
| 1995 | Aphex Twin          | "Donkey Rhubarb"                                                                              |
| 1996 | C. J. Bolland       | "Sugar Is Sweeter"                                                                            |
| 1999 | Apollo 440          | "Stop the Rock"                                                                               |
| 2000 | P.O.D.              | "School of Hard Knocks"                                                                       |
| 2000 | Stone Temple Pilots | "Sour Girl"                                                                                   |
| 2001 | David Gray          | "This Year's Love"                                                                            |
| 2001 | Tori Amos           | "Strange Little Girl"                                                                         |
| 2001 | Stereophonics       | "Mr. Writer"                                                                                  |
| 2001 | Muse                | Hyper Music, Feeling Good                                                                     |
| 2001 | Muse                | "Bliss"                                                                                       |
| 2001 | Muse                | Hyper Music, Feeling Good                                                                     |
| 2001 | Muse                | New Born                                                                                      |
| 2002 | The Music           | "Take the Long Road and Walk It"                                                              |
| 2002 | Trust Company       | "Falling from Me"                                                                             |
| 2002 | Starsailor          | "Poor Misguided Fool"                                                                         |
| 2002 | Rob Dougan          | "Clubbed to Death"                                                                            |
| 2002 | System of a Down    | Aerials                                                                                       |
| 2003 | AFI                 | "Girl's Not Grey"                                                                             |
| 2006 | Speedy J            | "Symmetry" (pieza de animación por computadora titulado "Corpus marsopa póstuma no Polhemus") |
| 2009 | The Killers         | "Goodnight, Travel Well"                                                                      |

## Premios y nominaciones
| Año  | Premio                                          | Categoría                          | Título                     | Resultado |
| ---- | ----------------------------------------------- | ---------------------------------- | -------------------------- | --------- |
| 2005 | Sitges - Catalonian International Film Festival | Premio del Público: Mejor Película | Hard Candy                 | Ganador   |
| 2005 | Sitges - Catalonian International Film Festival | Mejor Película                     | Hard Candy                 | Ganador   |
| 2006 | Fangoria Chainsaw Awards                        | Best With Less                     | Hard Candy                 | Nominado  |
| 2011 | Razzie Awards                                   | Peor Director                      | The Twilight Saga: Eclipse | Nominado  |